# Liste der denkmalgeschützten Objekte in Malá Úpa
Grundlage dieser Liste der denkmalgeschützten Objekte in Malá Úpa ist die ÚSKP-Liste (Ústřední seznam kulturních památek České republiky, deutsch Zentrale Liste der Kulturdenkmäler der Tschechischen Republik), die von der tschechischen Denkmalschutzbehörde NPÚ (Národní památkový ústav, deutsch Nationale Denkmalbehörde) seit 1987 geführt wird und an die seit dem Jahr 1850 geschaffenen Listen anschließt.
Die Liste umfasst die Kulturdenkmale der Gemeinde Malá Úpa (Kleinaupa) im Okres Trutnov mit den Ortsteilen Dolní Malá Úpa und Horní Malá Úpa. 

## Dolní Malá Úpa (Nieder-Kleinaupa)
| Lage                                      | Objekt                    | Beschreibung                       | ÚSKP-Nr.                  | Bild              |
| ----------------------------------------- | ------------------------- | ---------------------------------- | ------------------------- | ----------------- |
| Dolní Malá Úpa, im Ortszentrum (Standort) | Kirche St. Peter und Paul | Kirche St. Peter und Paul          | 24610/6-4581 Info Katalog | weitere Bilder    |
| Dolní Malá Úpa 36 (Standort)              | Bauernhaus Nr. 36         | Bauerngehöft                       | 100463 Info Katalog       | weitere Bilder    |
| Dolní Malá Úpa 34 (Standort)              | Bauernhaus Nr. 34         | Bauerngehöft                       | 100274 Info Katalog       | weitere Bilder    |
| Dolní Malá Úpa 37 (Standort)              | Bauernhaus Nr. 37         | Bauerngehöft                       | 100384 Info Katalog       | weitere Bilder    |
| Dolní Malá Úpa 30 (Standort)              | Bauernhaus Nr. 30         | Bauerngehöft                       | 100385 Info Katalog       | weitere Bilder    |
| Dolní Malá Úpa 35 (Standort)              | Bauernhaus Nr. 35         | Bauerngehöft                       | 100386 Info Katalog       | weitere Bilder    |
| Dolní Malá Úpa 33 (Standort)              | Bauernhaus Nr. 33         | Bauerngehöft                       | 100387 Info Katalog       | weitere Bilder    |
| Dolní Malá Úpa 124 (Standort)             | Bauernhaus Nr. 124        | Bauerngehöft Simon-Baude           | 100388 Info Katalog       | weitere Bilder    |
| Dolní Malá Úpa 38 (Standort)              | Bauernhaus Nr. 38         | Bauerngehöft                       | 100389 Info Katalog       | BW                |
| Dolní Malá Úpa 31 (Standort)              | Bauernhaus Nr. 31         | Bauerngehöft                       | 100390 Info Katalog       | weitere Bilder    |
| Dolní Malá Úpa 66 (Standort)              | Bauernhaus Nr. 66         | Bauerngehöft                       | 100631 Info Katalog       | Bauernhaus Nr. 66 |
| Dolní Malá Úpa 71 (Standort)              | Bauernhaus Nr. 71         | Bauerngehöft                       | 100658 Info Katalog       | BW                |
| Dolní Malá Úpa 69 (Standort)              | Pfarrhaus                 | Pfarrhaus                          | 100660 Info Katalog       | Pfarrhaus         |
| Dolní Malá Úpa 84 (Standort)              | Bauernhaus Nr. 84         | Bauerngehöft                       | 100692 Info Katalog       | BW                |
| Dolní Malá Úpa 48 (Standort)              | Bauernhaus Nr. 48         | Bauerngehöft                       | 101001 Info Katalog       | Bauernhaus Nr. 48 |
| Dolní Malá Úpa 112 (Standort)             | Blauer Pavillon           | Berg-Pension, sog. Blauer Pavillon | 101074 Info Katalog       | Blauer Pavillon   |
| Dolní Malá Úpa 109 (Standort)             | Bauernhaus Nr. 109        | Bauerngehöft                       | 26861/6-5037 Info Katalog | BW                |

## Horní Malá Úpa (Ober-Kleinaupa)
| Lage                         | Objekt            | Beschreibung | ÚSKP-Nr.                  | Bild              |
| ---------------------------- | ----------------- | ------------ | ------------------------- | ----------------- |
| Horní Malá Úpa 27 (Standort) | Bauernhaus Nr. 27 | Bauerngehöft | 100677 Info Katalog       | BW                |
| Horní Malá Úpa 46 (Standort) | Bauernhaus Nr. 46 | Bauerngehöft | 102008 Info Katalog       | Bauernhaus Nr. 46 |
| Horní Malá Úpa 95 (Standort) | Bauernhaus Nr. 95 | Bauerngehöft | 36461/6-5038 Info Katalog | BW                |
| Horní Malá Úpa 96 (Standort) | Bauernhaus Nr. 96 | Bauerngehöft | 106739 Info Katalog       | BW                |